# Dolenje Sušice
Dolenje Sušice – wieś w Słowenii, w gminie Dolenjske Toplice. W 2018 roku liczyła 141 mieszkańców.